# Hajdúszoboszló (distrikt)
Hajdúszoboszló är ett distrikt i Ungern. Det ligger i provinsen Hajdú-Bihar, i den nordöstra delen av landet, 170 km öster om huvudstaden Budapest.